# Нижние Попешты
Нижние Попешты (рум. Popeștii de Jos, Попештий де Жос) — село в Дрокиевском районе Молдавии. Относится к сёлам, не образующим коммуну.

## История
13 января 1971 года сёла Верхние Попешты (Попештий де Сус) и Нижние Попешты (Попештий де Жос) были объединены в село Попешты (Попештий). В 1990 году сёла вновь были разделены.

## География
Село расположено на высоте 138 метров над уровнем моря.

## Население
По данным переписи населения 2004 года, в селе Нижние Попешты проживает 1902 человека (930 мужчин, 972 женщины).
Этнический состав села:
| Национальность | Число жителей | Процентный состав |
| -------------- | ------------- | ----------------- |
| молдаване      | 1877          | 98.69             |
| русские        | 11            | 0.58              |
| румыны         | 10            | 0.53              |
| украинцы       | 3             | 0.16              |
| прочие         | 1             | 0.05              |
| Всего          | 1902          | 100%              |